# Sylvain Rodier
Sylvain Rodier (* 27. Juni 1977 in Val-Bélair, Québec) ist ein kanadischer Eishockeyspieler, der seit 2010 bei Caron & Guay de Trois-Rivières in der Ligue Nord-Américaine de Hockey unter Vertrag steht.        

## Karriere
Sylvain Rodier begann seine Karriere als Eishockeyspieler bei den Cataractes de Shawinigan, für die er von 1994 bis 1998 in der kanadischen Juniorenliga QMJHL aktiv war. Anschließend besuchte der Center vier Jahre lang die Université de Moncton, für deren Mannschaft er in der Canadian Interuniversity Sport spielte. Von 2002 bis 2004 trat der Linksschütze für Caron & Guay de Pont-Rouge in der Québec Semi-Pro Hockey League an. Nach deren Vollprofessionalisierung und der Umbenennung in Ligue Nord-Américaine de Hockey stand er fünf Jahre lang für die Caron & Guay de Trois-Rivières auf dem Eis. Dort hält er mit 276 Scorerpunkten, davon 110 Tore und 166 Vorlagen in 220 Spielen gleich vier Mannschaftsrekorde. 
Für die Saison 2009/10 wechselte Rodier nach Frankreich, wo er einen Vertrag beim HC Amiens Somme aus der Ligue Magnus erhielt. Für diesen erzielte er in 18 Spielen sieben Tore und bereitete 18 Treffer vor. Im Anschluss kehrte Rodier in seine Heimat zurück und unterschrieb erneut einen Kontrakt bei Caron & Guay de Trois-Rivières.

## Ligue Magnus-Statistik
(Stand: Ende der Saison 2009/10)